# Açude Gramame-Mamuaba
O Açude Gramame-Mamuaba é um sistema de dois reservatórios interligados localizado entre os municípios de Alhandra e Conde, no estado da Paraíba, Brasil, sendo um dos principais do estado. Formado pelas barragens de Mamuaba e Gramame, o sistema tem como principal função o abastecimento de água potável para João Pessoa e sua região metropolitana, incluindo Cabedelo, Bayeux e Santa Rita. A operação do sistema é feita pela Companhia de Água e Esgotos da Paraíba (CAGEPA), responsável por garantir a distribuição segura e regular da água tratada, no qual, devido à sua importância estratégica, o sistema é considerado essencial para a segurança hídrica da capital paraibana.

## História
O Açude Mamuaba foi construída na década de 1950 e inaugurada oficialmente em 1957, estando situada no município de Conde, essa barragem foi a primeira estrutura hídrica de grande porte voltada ao abastecimento de João Pessoa. Ela capta as águas do Rio Mamuaba, um dos principais afluentes do Rio Gramame, e foi projetada para atender à crescente demanda urbana daquela época, no entanto, o crescimento populacional acelerado nas décadas seguintes levou à necessidade de novas estruturas de apoio para manter o fornecimento estável.
Diante disso, na década de 1970 foi iniciada a construção do Açude Gramame, localizada a jusante de Mamuaba, essa nova barragem foi concluída e incorporada ao sistema em 1978, formando um conjunto hidrológico interligado com maior capacidade de regulação e armazenamento. A unificação operacional dos dois reservatórios trouxe mais eficiência ao sistema, especialmente no controle de vazões e no enfrentamento de períodos de estiagem, sendo que ao longo do tempo, o complexo passou por melhorias estruturais e recebeu investimentos em sua estação de tratamento de água, consolidando seu papel vital no abastecimento da capital.

## Características
O Sistema Gramame-Mamuaba é composto por dois açudes que funcionam de forma integrada, sendo que o Açude Mamuaba tem capacidade de aproximadamente 26 milhões de metros cúbicos, enquanto que o Açude Gramame acumula cerca de 30 milhões de metros cúbicos. Os dois reservatórios estão inseridos em áreas de proteção ambiental, com vegetação preservada e restrições de uso do solo em seu entorno, para evitar a contaminação da água, essas áreas de preservação são essenciais para garantir a sustentabilidade do abastecimento ao longo dos anos.
A água captada em Mamuaba e Gramame é direcionada por adutoras até a Estação de Tratamento de Água (ETA) de Gramame, onde passa por processos de coagulação, filtração, desinfecção e fluoretação e sua distribuição atende mais de um milhão de pessoas na Região Metropolitana de João Pessoa. O sistema ainda conta com estações elevatórias, estruturas de controle de nível e monitoramento constante da qualidade da água, sendo que por sua eficiência e alcance, o conjunto Gramame-Mamuaba é considerado um dos sistemas de abastecimento mais importantes do estado da Paraíba.